# Gilbert Duprez
Gilbert-Louis Duprez (Paris, 6 de dezembro de 1806 - Poissy, 23 de setembro de 1896) foi um tenor francês, professor de canto e compositor que se tornou famoso por alcançar um dó 5 com voz de peito. Também interpretou o papel de Edgardo na ópera Lucia di Lammermoor em 1835.

## Biografia
Duprez estudou canto, teoria musical e composição com Alexandre-Étienne Choron e fez a sua apresentação operística no Teatro de l'Odéon de Paris em 1825 como Conde Almaviva em O Barbeiro de Sevilha de Gioachino Rossini. Trabalhou nesse teatro sem grande êxito até 1828, quando decidiu tentar a sorte em Itália. Aí, a ópera era ativa e desenvolvida. Assim, Duprez pôde concentrar-se no trabalho, começando como tenor rossiniano em papéis como Idreno em Semiramide ou Rodrigo no Otello, ambas de Rossini. Apareceu também como Gualtiero em Il pirata de Vincenzo Bellini. Este último papel foi o seu primeiro grande e indiscutível êxito, provavelmente porque não estava carregado de passagens de coloratura elaborada, que não eram consideradas o seu ponto forte como vocalista.
Em 1831, em Lucca, Duprez fez parte do elenco da primeira representação italiana de Guillermo Tell, cantando pela primeira vez (num teatro de ópera) um dó 4, não no chamado registo falsettone, mas com voz plena, muitas vezes descrita como "de peito". A sua carreira italiana então continuou num curso de muito êxito. Realizou, entre outras, duas estreias de óperas de Gaetano Donizetti: Parisina (no papel de Ugo) em Florença em 1832 e Lucia di Lammermoor (no papel de Edgardo) em Nápoles em 1835.
Depois de cantar em Londres no Teatro Drury Lane entre 1843 e 1844, Duprez começou a recortar as suas aparições públicas. A última foi em 1851 em Lucia di Lammermoor no Théâtre de la Comédie Italienne de Paris. Posteriormente dedicou-se ao ensino, primeiro no Conservatório de Paris e depois de forma particular.
No seu livro de 1880 Souvenir d'un chanteur, Duprez, amigo íntimo de Donizetti, relatou em profundos termos os reveses e as obstruções amargas que o compositor de Bérgamo tinha sofrido no mundo teatral.

## Trabalhos musicais
- La Cabane du pechêur, Ópera Buffa (Libreto: Edmond Duprez), 1826
- Le Songe du Comte Egmont, Escena Lírica (Libreto: Edmond Duprez), 1842
- La Lettre au bon Dieu, Ópera Buffa (Libreto: Eugène Scribe), 1853
- Jéliotte o Un Passe-temps de duchesse, Opereta, 1854
- Samson, Opereta (Libreto de Edmond Duprez), 1857
- Amélina, 1860
- La pazzia della regina, 1877
- Tariotti
- Zephora

## Trabalhos escritos
- L'art du chant - 1845
- Souvenirs d'un chanteur - 1880
- La mélodie: études complèmentaires - 1888
- Récréations de mon grand áge - 2 vol.